# Panolis variegata
Panolis variegata är en fjärilsart som beskrevs av Alfred Ernest Wileman 1914. Panolis variegata ingår i släktet Panolis och familjen nattflyn. Inga underarter finns listade i Catalogue of Life.